# Hera Hussain
Hera Hussain, née en décembre 1989 en Écosse, est une entrepreneuse et militante féministe britannique. Elle est notamment la fondatrice du site internet Chayn dont l'objectif est de proposer des ressources aux personnes survivantes de violences sexistes ainsi que d'améliorer l'expérience en ligne des femmes cherchant de l'aide.

## Biographie

### Débuts
Hera Hussain naît en décembre 1989 en Écosse et grandit au Pakistan. Elle fait ses études à l'université de Glasgow et réside depuis en Angleterre.  
Alors qu'elle aide une amie proche victime de violences domestiques à demander l'asile en Angleterre, elle remarque que les femmes dans cette situation manquent de soutien et de ressources pour leurs démarches,. Elle voit dans la technologie, et notamment dans les techniques open source et open data un moyen de conseiller les personnes en situation de vulnérabilité et de leur redonner du pouvoir. En 2013, elle crée le site Internet Chayn dont elle reste la présidente-directrice générale. En plus de son travail chez Chayn, elle collabore avec des gouvernements et des sociétés civiles pour encourager l'utilisation de l'open data dans la lutte contre la corruption. Elle est citée comme experte dans des ouvrages comme The Routledge Companion to Media and Human Rights et participe en tant que responsable de la communauté et de la défense des droits (Community and advocacy manager) à l'écriture du livre Smarter Crowdsourcing for Anti-Corruption: A handbook of Innovative Legal, Technical and Policy Proposals and a Guide to their Implementation. 

### Le projet Chayn
Hera Hussain crée Chayn en 2013. Chayn est un site internet gratuit à but non lucratif qui propose des conseils aux femmes victimes de violences domestiques et leur permet de monter un dossier juridique sans devoir faire appel à un avocat,. Chayn met également à disposition des utilisateurs et utilisatrices du site des ressources dans différentes langues pour aider les femmes à reconnaitre les abus dont elles peuvent être victimes. Le site internet contient notamment des ressources créées par d'anciennes victimes de violences domestiques et éditées par des experts. Hera Hussain décrit son projet comme un moyen de promouvoir l'entrepreneuriat au féminin  et de créer un « espace sécurisé où tout le monde peut être soi-même et contribuer à aider les autres, personne n'est mis sur un piédestal ».   
Chayn se concentre notamment sur les pays suivants : le Royaume-Uni, le Pakistan, l'Inde, l'Italie, les États-Unis, le Brésil, la Russie, le Canada, la France, l'Allemagne, la Chine, le Liban et l'Afghanistan. Le site internet fonctionne grâce à plus de 400 bénévoles répartis dans 15 pays.
En 2021 et depuis son lancement, Chayn est venu en aide à plus de 380 000 personnes. La mission du site est d'autant plus importante durant la pandémie de Covid-19 car à la suite des confinements, les appels aux lignes téléphoniques d'aide aux victimes de violences domestiques ont augmenté de 30 % à travers le monde et les visites sur le site de Chayn ont triplé. 

## Publications
- The Rise of Social Media Surveillance and Censorship in the Middle East, Hera Hussain, 10 mars 2013.

### Mentions et participations à des ouvrages
- The Routledge Companion to Media and Human Rights, Howard Tumber, Silvio Waisbord, 2017[9].
- Smarter Crowdsourcing for Anti-Corruption: A handbook of Innovative Legal, Technical and Policy Proposals and a Guide to their Implementation, Beth Simone Novek, avril 2018[10].
- Mediating the Refugee Crisis: Digital Solidarity, Humanitarian Technologies and Border Regimes, Sara Marino, 2020[15].

## Prix et distinctions
- En 2018, Hera Hussain fait partie des Innovator Under 35 (Innovateurs de moins de 35 ans) désignés par le MIT Technology Review[5] et est nommée dans la liste européenne des 30 Under 30 de Forbes dans la catégorie Social Entrepreneurs[4].
- Pour le blog Artik Consulting, elle fait partie des 10 femmes qui vont révolutionner l'informatique en 2020[11].
- En 2020, le travail de Hera Hussein est récompensé par sa nomination comme membre de l'Empire britannique (MBE) [8],[16].
- En 2021, la World Wide Web Foundation nomme Hera Hussain dans sa liste Our Web Champions pour le travail réalisé avec Chayn[2].
- 17 globalistes locaux par GOOD magazine, présenté par les Nations unies, 2015[17].
- La campagne en partenariat avec SnapCounsellors a gagné deux Kyoorius Creative Awards en Inde et le Graphite Pencil[18] pour D&AD Impact Award 2016[19], 2016.
- Nominet Trust a nommé Snap Counsellors comme l'un des 150 meilleurs projets de social tech de l'année, 2016[7].
- Kyoorious Awards: Best Direct Digital Response & Use of Social Media, 2016[7].
- Nesta/New Observer’s New Radicals, 2016[20].
- Points of Light UK, 2018[7].
- Nommée comme une des 100 créateurs et créatrices de changement par The Dots & Squarespace Leaders with Social Heart, 2018[21].
- Microsoft Spark Award, 2018[7].